# تيزي نغشو
تيزي نغشو هو ممر جبلي بالمغرب وجماعة قروية، يقع بين قرية كروشن ومدينة بومية - ويعتبر صلة الوصل بينهما - على ارتفاع يناهز 2000 م عن مستوى سطح البحر.